# Ajman (ciutat)
Ajmān (àrab: عجمان, ʿAjmān) és la capital de l'emirat del mateix nom, als Emirats Àrabs Units. La ciutat té una població de prop de 225.000 habitants. La zona urbana actual té tendència a quedar unida amb la ciutat de Sharjah a uns 5 km al sud.
La ciutat, com és freqüent a les poblacions costaneres del golf Pèrsic, té un entrant d'aigua de mar coneguda per Khor Ajman que separa la moderna ciutat en dos parts: a la costa la vella ciutat amb barris nous a l'oest (Al-Rifaah) i sud-oest (Al-Rashidiya); a la part sud-est del khor, més barris moderns (Mushairef). El Fort d'Ajman es troba prop de la costa i al costat hi ha el palau del xeic.
Al khor, enfront duna illa anomenada Safia, es troba la zona franca, establerta el 1988, i que va obtenir un estatut autònom per decret 3 de 1996 amb una autoritat establerta per la zona; aquesta zona franca dona impuls a l'activitat industrials i impulsa la renovació del port d'Ajman. La municipalitat fou establerta per la llei número 1 de 1968. La municipalitat tenia a la seva fundació 25 directius i 250 treballadors, i actualment només els directius són 273.
La ciutat és en la seva major part de construcció moderna. Es troba alguna torre costanera típica de la zona. S'estan desenvolupant diverses àrees residencials entre elles Nou Ajman, la més important. Les comunicacions són excel·lents i la carretera porta al sud cap a Sharjah i Dubai (les tres ciutats estan pràcticament unides) i al nord, a Ras al-Khaimah (travessant l'emirat d'Umm al-Qwain).